# Јожеф Месарош
Јожеф Месарош (мађ. Mészáros József; 16. јануар 1923) фудбале, репрезентативац, фудбалски тренер, спортски радник.

## Каријера
Године 1938. започео је каријеру у фудбалском клубу МТК Пештержебет. Од 1940. играо је за Кишпешт, где је до 1948. године његов највећи успех био друго место у првенству 1946-47. За Кишпешт је одиграо 203 првенствене утакмице и постигао 112 голова. Након тога, 1948. године, прешао је у национални тим.
У периоду између 1948. и 1954. године, био је члан Ференцвароша. Током сезоне 1948-49, освојио је шампионат са клубом. Шампионски тим је био састављен од величина попут Гезе Хенија, Ференца Рудаша, Арпада Чанадија, Кароља Лаката, Ласла Будаија, Шандора Кочиша, Ференца Деака и Золтана Цибора. У наредним сезонама освојили су друго место. Лета 1950. године, под политичким притиском, петорица кључних играча напустила су Ференцварош (Кочиш, Будаи, Чибор, Деак, Хени). Последњи пут је за ФТЦ (Кинижи) наступио 15. августа 1954. у победи од 1-0 против Сталинвароша, чиме је клуб освојио треће место те године. Пролећа 1957. вратио се у Ференцварош и био део турнеје клуба у Аустралији, где је одиграо меч против Индонезије (ФТЦ-Индонезија 3-0). За Фради је укупно одиграо 185 утакмица (136 лигашких, 30 међународних, 19 домаћих наградних мечева) и постигао 40 голова (30 у лиги и 10 у осталим такмичењима).
У 1948. годину се појавио у репрезентацији једини пут и постигао је 2 гола против Румуније (9-0).

## Тренер
Као тренер је почео да ради од 1956. године. У периоду од 1961. до 1965. био је главни тренер Ференцвароша, са којим је освојио две државне титуле и Куп сајамских градова 1965. године. Он је једини мађарски тренер који је са мађарским клубом освојио Европски куп.
Током 1966. и 1967. године, био је главни тренер Бањаса из Шалготарјана, а 1967. године довео је тим до финала МНК. У 1968. години запослио се у МЛС као савезни тренер. Од 1969. до 1970. године, био је главни тренер Раба ЕТО. У периоду од 1971. до 1973. вратио се у Кишпешт и у сезони 1971/72 освојио је друго место у мађарском првенству са Хонведом.
Од 1978. до 1980. године, био је председник фудбалског одељења Ференцвароша, а до краја живота обављао је функцију председника Пријатеља ФТЦ-а.

## Достигнућа

### Као играч
- Првенство Мађарске
  - шампион: 1948-49
  - 2.: 1946-47 (Киспешт), 1949-50.
  - 3.: 1954
- вечити шампион Ференцвароша: 1974.

### Као тренер
Ференцварош'
- Првенство Мађарске
  - шампион: 1962-63, 1964
  - 2.: 1965
  - 3.: 1961-62, 1963-јесен
- Куп сајамских градова
  - победник: 1964-65
  - полуфиналиста: 1962-63

"Шалготарјан БТЦ"
- Куп Мађарске Народне Републике (МНК)
  - финалиста: 1967

'Хонвед Бп.
- Првенство Мађарске
  - 2.: 1971-72
- Титула тренерског мајстора (1967)